# 池田一郎
池田 一郎（いけだ いちろう、1918年4月8日 - 1997年1月6日 ）は、日本の経営者。日本旅行社長を務めた。

## 来歴・人物
岡山県出身。旧制矢掛中学（現：岡山県立矢掛高等学校）、旧制第六高等学校を経て、1941年に東京帝国大学法学部政治学科を卒業し、同年に高文行政科に合格。鉄道省、日本国有鉄道での勤務を経て、1966年9月に日本旅行専務に就任し、1977年1月には社長に昇格した。1984年5月に取締役相談役を経て、1988年4月から顧問を務めた。
1997年1月6日脳梗塞で死去。78歳没。